# 弘南鉄道大鰐線
大鰐線（おおわにせん）は、青森県南津軽郡大鰐町の大鰐駅から同県弘前市の中央弘前駅までを結ぶ、弘南鉄道の鉄道路線である。「りんご畑鉄道」の愛称が付けられている。
弘前電気鉄道によって開業した弘前市近郊輸送を担う路線だが、弘前電気鉄道設立当初は三菱電機による地方電気鉄道システムのデモンストレーション路線としての性格も併せ持っていた。

## 路線データ
- 路線距離（営業キロ）：13.9 km
- 軌間：1067 mm
- 駅数：14駅（起終点駅含む）
- 複線区間：なし（全線単線）
- 電化区間：全線電化（直流1500 V）
- 閉塞方式：自動閉塞式
- 交換可能駅：6 （大鰐駅、鯖石駅、石川駅、津軽大沢駅、千年駅、弘前学院大前駅）
- IC乗車カード対応区間：なし[2]

## 歴史
- 1952年（昭和27年）1月26日：弘前電気鉄道が大鰐駅 - 中央弘前駅間を開業。
- 1970年（昭和45年）10月1日：弘南鉄道に譲渡。同社の大鰐線となる。貨物営業廃止。
- 1972年（昭和47年）11月：津軽大沢駅構内に津軽大沢車両検修所（車庫と検修所）を開設。弘前電気鉄道時代より使用していた西弘前車庫（西弘前駅、現・弘前学院大前駅構内）を廃止。
- 1973年（昭和48年）12月1日：城南駅開業。
- 1976年（昭和51年）10月2日：自動閉塞化。
- 1981年（昭和56年）10月1日：快速列車の運行を開始[3]。
- 1986年（昭和61年）4月1日：弘南大鰐駅を大鰐駅に、新石川駅を石川駅に、津軽千年駅を千年駅に改称[4]。
- 1987年（昭和62年）11月1日：義塾高校前駅開業[5]。
- 1991年（平成3年）10月1日：ワンマン運転開始。
- 2000年（平成12年）4月1日：昼間において千年駅 - 中央弘前駅間に区間列車を設定。同区間を20分間隔、大鰐駅 - 千年駅間を40分間隔に。さらに、利用者が少ない18時から20時の時間帯も40分間隔に変更。
- 2002年（平成14年）
  - 4月1日：昼間の運行間隔を60分間隔に変更。千年駅 - 中央弘前駅間の区間列車廃止。
  - 10月1日：石川プール前駅開業。
- 2003年（平成15年）11月1日：自動列車停止装置 (ATS) 使用開始。
- 2006年（平成18年）
  - 11月1日：快速列車運行廃止[6]。
  - 12月15日：昼間の運転間隔を30・60分間隔から45分に変更し、3往復減便。
- 2007年（平成19年）7月28日：石川駅 - 義塾高校前駅間の石川陸橋改修のため、同区間運休。10月23日まで石川駅 - 津軽大沢駅間でバス代行輸送を実施。
- 2008年（平成20年）9月1日：城南駅を聖愛中高前駅に、西弘前駅を弘前学院大前駅に改称。
- 2009年（平成21年）11月9日：午前の列車の一部ダイヤを変更および夕方帯に1往復増便し17:30 - 19:30の時間帯は40分間隔で運行。
- 2011年（平成23年）12月1日：津軽大沢駅が駅員無配置駅となる。
- 2019年（平成31年・令和元年）
  - 4月14日：18時52分頃、中央弘前駅 - 弘高下駅間を走行中の上り列車が脱線する事故が発生、17日19時30分まで全線で運休（弘南鉄道大鰐線脱線事故）。負傷者なし。運輸安全委員会による調査の結果、枕木の老朽化による軌間の拡大が原因とされた[7]。
  - 10月1日：ダイヤ改正により、減便および所要時間が増加。始発が繰り下げられ、夕方も60分間隔に戻される[8]。
- 2020年（令和2年）10月10日：駅ナンバリング導入（マークはりんごがモチーフ）[9][注釈 1]。
- 2023年（令和5年）
  - 8月6日：11時32分頃、大鰐駅 - 宿川原駅間を走行中の大鰐発中央弘前行き下り普通列車（2両編成）が脱線[10][11]。全線で運休となる。
  - 8月10日：弘南鉄道は、6日の事故原因を「車輪との摩擦で生じたレールの摩耗」の可能性があると発表。同日16時50分から、バス代行輸送開始[12][注釈 2]。
  - 8月23日：復旧作業が終わり、始発から運転再開。ただし、当面は事故区間を含む急カーブ区間は、国の運輸安全委員会の調査結果が出るまで、時速25キロ以下で徐行する措置を採る。これに伴い、バス代行輸送は前日の22日をもって終了した[14]。
  - 9月25日：中央弘前駅 - 弘高下駅間で、レールに異常が見つかり、同日昼前から、全線運休となる[15]。
  - 10月2日：バス代行輸送開始[16][注釈 3]。
  - 11月20日：中央弘前 - 津軽大沢間で運転再開[18][19]。
  - 12月8日：全線運転再開[18][20]。
- 2024年（令和6年）
  - 11月27日：全線を2027年度末（2028年3月）を以って休止（事実上廃止）することを発表[21][22]。

## 運行形態
すべて各駅に停車する普通列車である。運転間隔は朝は30分間隔、日中以降は60分間隔で、6時から21時台の運行である。2009年3月31日までは朝30分間隔、その他45分間隔で、中央弘前発は22時まであった。
沿線学校の休校日を除く平日朝には快速列車が運転されていた。当初の停車駅は上り・下りともに「中央弘前駅 - 西弘前駅 - 千年駅 - 津軽大沢駅 - 石川駅 - 大鰐駅」であったが、やがて方面別に停車駅が変更され、2006年11月1日のダイヤ改正で廃止された。
2006年10月31日までの快速停車駅
下り：大鰐駅→石川駅→津軽大沢駅→千年駅→西弘前駅（現、弘前学院大前駅）→中央弘前駅
上り：中央弘前駅→西弘前駅→城南駅→千年駅→津軽大沢駅→義塾高校前駅→石川駅→大鰐駅

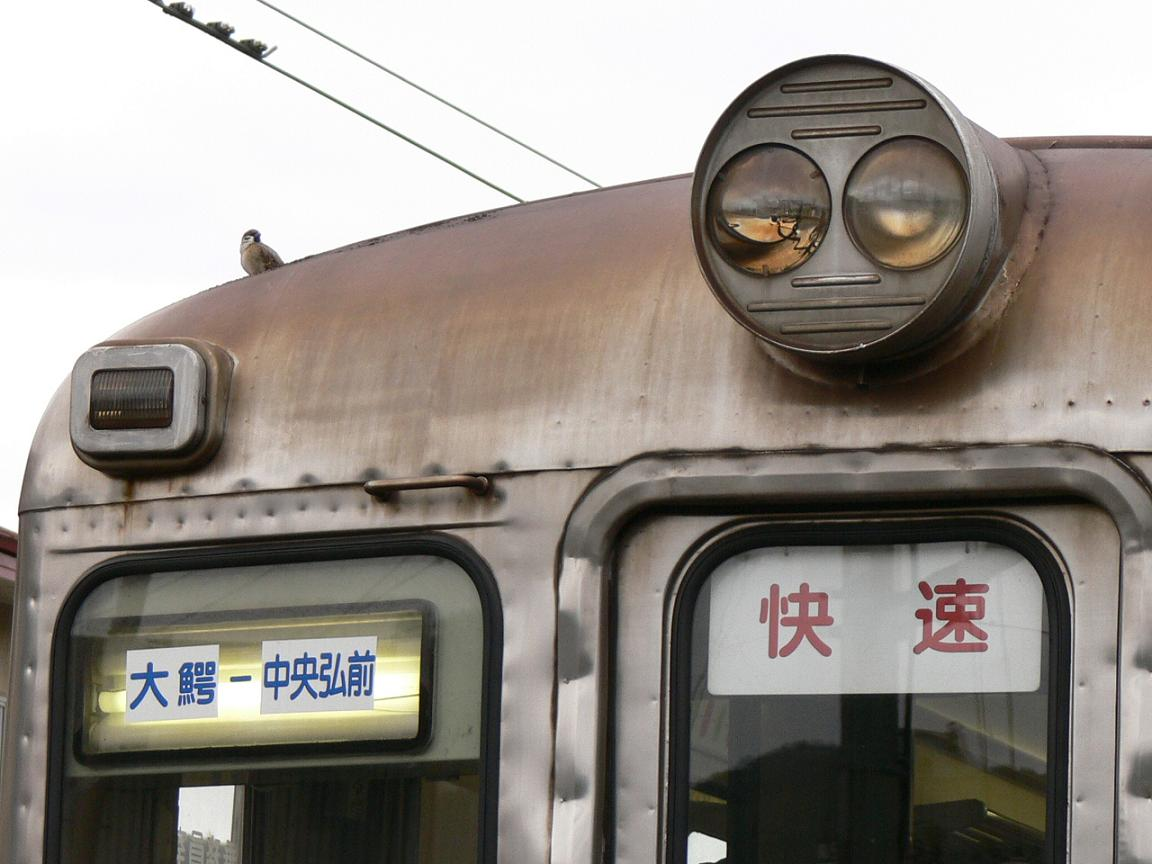
かつて運行されていた快速列車の行き先表示 （2006年）
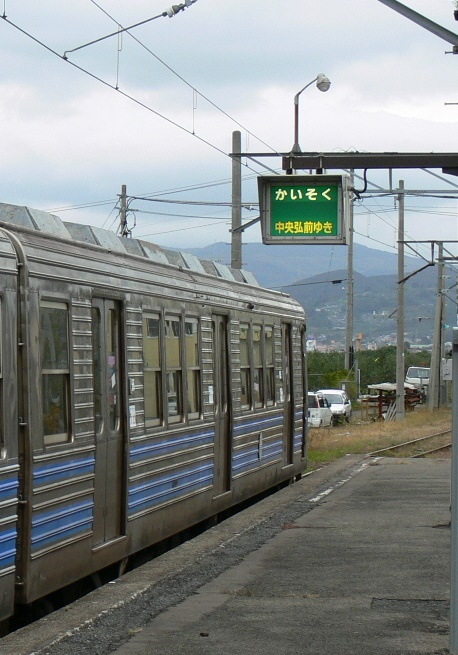
快速列車と津軽大沢駅の発車案内表示の電光板 （2006年）

## 車両
弘南鉄道の在籍車両は弘南線とともに冷房車両はない。大鰐線では、すべて7000系電車が使用されている。2014年までは6000系電車も使用されていた。どちらも東京急行電鉄からの譲渡車である。

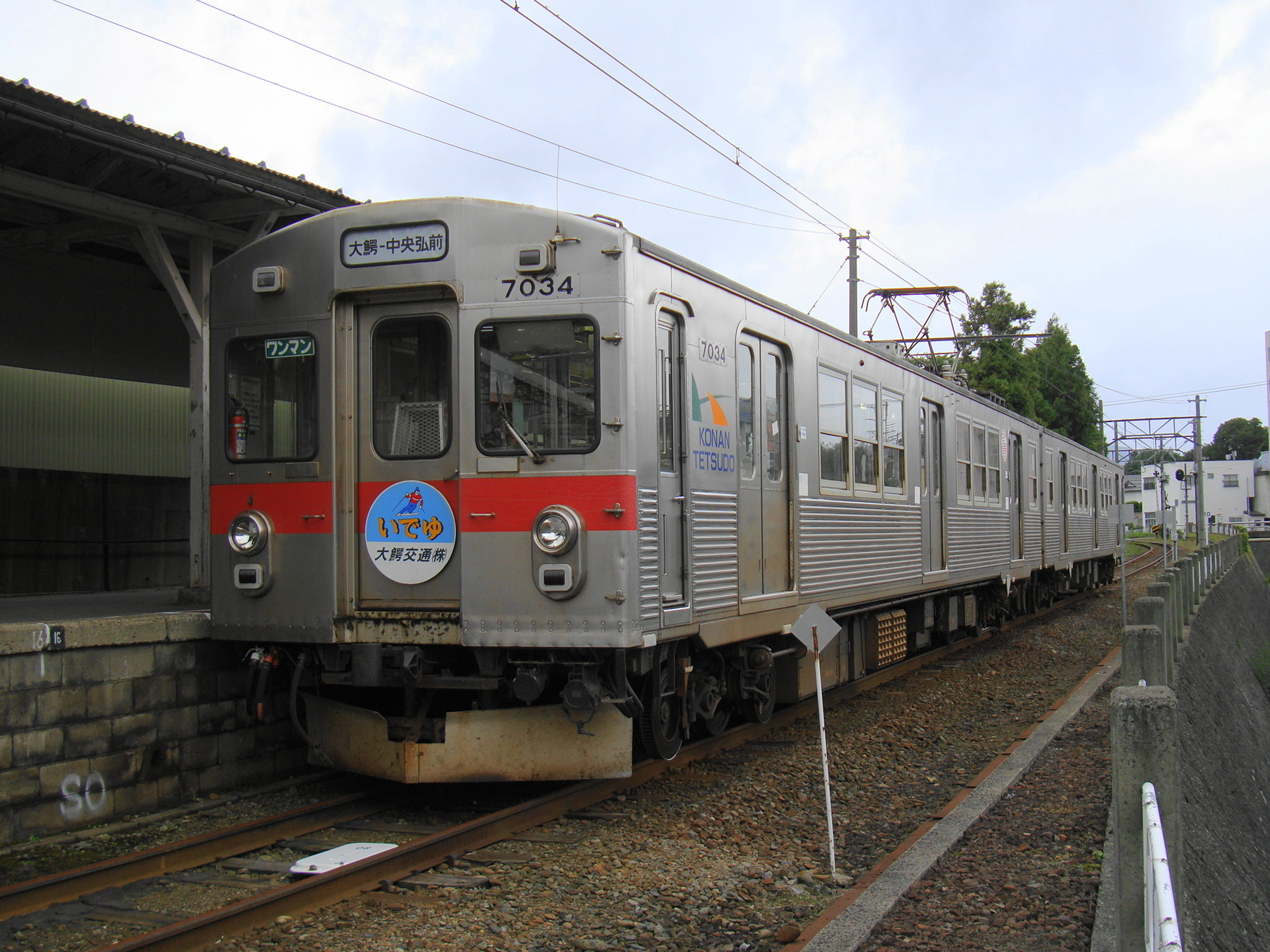
7000系（2010年9月）
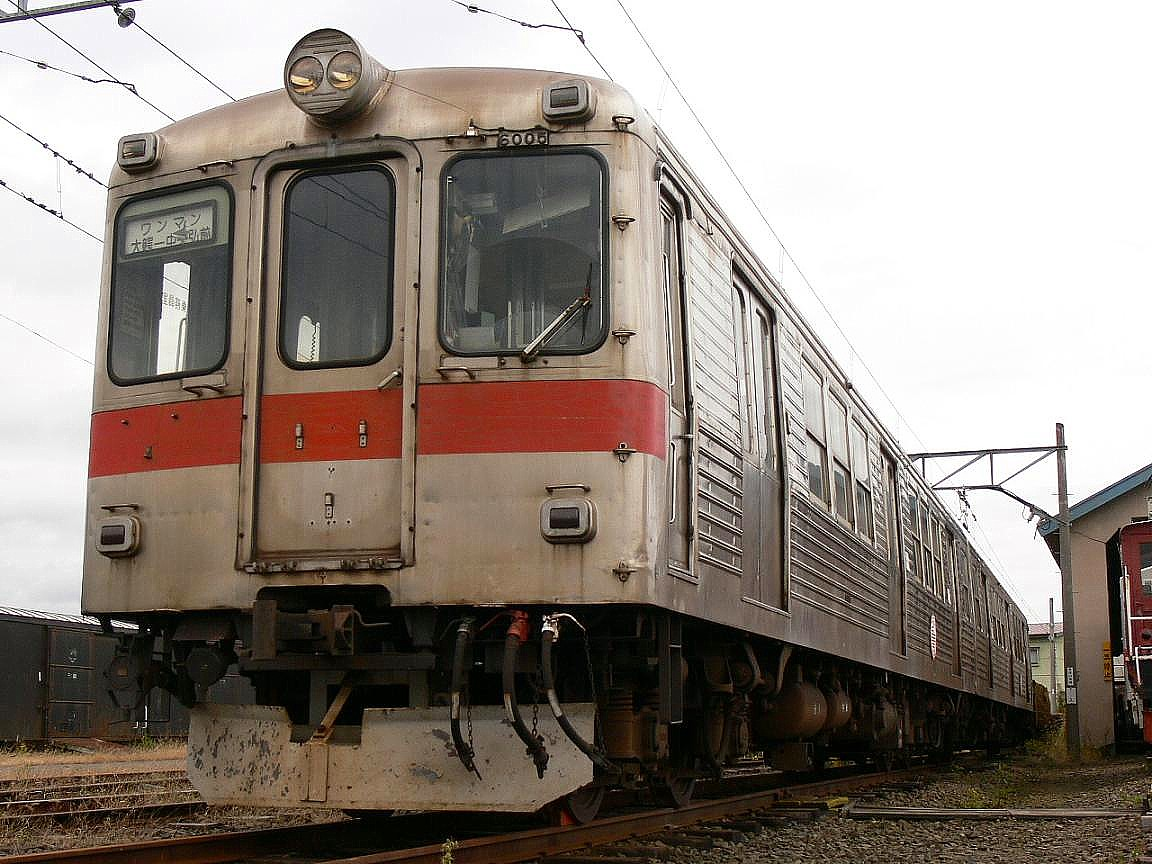
6000系（2006年10月）

## 利用状況

### 輸送実績
大鰐線の近年の輸送実績を下表に記す。ほぼ全区間でJR東日本の奥羽本線と並行しており、民営化後にJRが列車を増発したこと、運賃が奥羽本線より高額なことに加え、沿線人口の減少で、輸送量は減少している。表中、輸送人員の単位は万人。輸送人員は年度での値。表中、最高値を赤色で、最高値を記録した年度以降の最低値を青色で、最高値を記録した年度以前の最低値を緑色で表記している。
| 年度別輸送実績     | 年度別輸送実績                  | 年度別輸送実績                  | 年度別輸送実績                  | 年度別輸送実績                  | 年度別輸送実績  | 年度別輸送実績   |  |
| 年度               | 輸送実績（乗車人員）：万人/年度 | 輸送実績（乗車人員）：万人/年度 | 輸送実績（乗車人員）：万人/年度 | 輸送実績（乗車人員）：万人/年度 | 輸送密度 人/1日 | 特記事項         |  |
| ------------------ | ------------------------------- | ------------------------------- | ------------------------------- | ------------------------------- | --------------- | ---------------- |  |
| 年度               | 通勤定期                        | 通学定期                        | 定期外                          | 合計                            | 輸送密度 人/1日 | 特記事項         |  |
| 1975年（昭和50年） | 85.4                            | 115.9                           | 177.3                           | 378.6                           | 4,531           |                  |  |
| 1976年（昭和51年） | 85.1                            | 115.7                           | 169.3                           | 370.1                           | 4,430           |                  |  |
| 1977年（昭和52年） | 80.5                            | 109.2                           | 157.2                           | 347.0                           | 4,108           |                  |  |
| 1978年（昭和53年） | 75.2                            | 105.6                           | 157.8                           | 338.6                           | 4,012           |                  |  |
| 1979年（昭和54年） | 70.2                            | 100.6                           | 161.6                           | 332.5                           | 3,890           |                  |  |
| 1980年（昭和55年） | 74.0                            | 99.2                            | 161.8                           | 335.0                           | 3,899           |                  |  |
| 1981年（昭和56年） | 69.0                            | 93.8                            | 157.8                           | 320.8                           | 3,716           |                  |  |
| 1982年（昭和57年） | 66.3                            | 88.7                            | 150.3                           | 305.3                           | 3,599           |                  |  |
| 1983年（昭和58年） | 60.1                            | 81.9                            | 146.2                           | 288.2                           | 3,348           |                  |  |
| 1984年（昭和59年） | 61.2                            | 81.0                            | 142.8                           | 285.0                           | 3,365           |                  |  |
| 1985年（昭和60年） | 55.8                            | 79.7                            | 135.3                           | 270.8                           | 3,192           |                  |  |
| 1986年（昭和61年） | 53.3                            | 78.3                            | 131.3                           | 262.9                           | 3,050           |                  |  |
| 1987年（昭和62年） | 47.1                            | 78.5                            | 124.4                           | 250.0                           | 2,917           |                  |  |
| 1988年（昭和63年） | 43.6                            | 94.0                            | 122.4                           | 260.0                           | 3,119           |                  |  |
| 1989年（平成元年） | 39.3                            | 89.4                            | 116.9                           | 245.6                           | 2,972           |                  |  |
| 1990年（平成2年）  | 37.0                            | 88.4                            | 117.7                           | 243.1                           | 2,969           |                  |  |
| 1991年（平成3年）  | 34.3                            | 88.8                            | 116.4                           | 239.5                           | 2,923           | ワンマン運転開始 |  |
| 1992年（平成4年）  | 31.4                            | 92.0                            | 114.6                           | 238.0                           | 2,928           |                  |  |
| 1993年（平成5年）  | 28.9                            | 92.0                            | 108.3                           | 229.2                           | 2,879           |                  |  |
| 1994年（平成6年）  | 28.8                            | 85.7                            | 102.1                           | 216.6                           | 2,765           |                  |  |
| 1995年（平成7年）  | 26.6                            | 83.5                            | 102.1                           | 212.2                           | 2,714           |                  |  |
| 1996年（平成8年）  | 25.6                            | 82.4                            | 96.1                            | 204.1                           | 2,657           |                  |  |
| 1997年（平成9年）  | 22.5                            | 77.8                            | 84.3                            | 184.6                           | 2,458           |                  |  |
| 1998年（平成10年） | 20.2                            | 74.2                            | 79.5                            | 173.9                           | 2,298           |                  |  |
| 1999年（平成11年） | 18.6                            | 67.4                            | 73.2                            | 159.2                           | 2,110           |                  |  |
| 2000年（平成12年） | 16.7                            | 61.6                            | 65.1                            | 143.4                           | 1,892           |                  |  |
| 2001年（平成13年） | 15.5                            | 56.9                            | 58.4                            | 130.8                           | 1,744           |                  |  |
| 2002年（平成14年） | 14.9                            | 56.5                            | 50.9                            | 122.3                           | 1,628           |                  |  |
| 2003年（平成15年） | 14.5                            | 54.6                            | 46.1                            | 115.2                           | 1,590           |                  |  |
| 2004年（平成16年） | 14.7                            | 48.7                            | 43.0                            | 106.4                           | 1,460           |                  |  |
| 2005年（平成17年） | 12.6                            | 47.2                            | 42.1                            | 101.9                           | 1,385           |                  |  |
| 2006年（平成18年） |                                 |                                 |                                 |                                 |                 |                  |  |
| 2007年（平成19年） |                                 |                                 |                                 |                                 |                 |                  |  |
| 2008年（平成20年） |                                 |                                 |                                 |                                 |                 |                  |  |
| 2009年（平成21年） | 6.4                             | 33.2                            | 23.7                            | 63.3                            | 902             |                  |  |
| 2010年（平成22年） |                                 |                                 |                                 | 62.5                            |                 |                  |  |
| 2011年（平成23年） |                                 |                                 |                                 | 56.2                            |                 |                  |  |
| 2012年（平成24年） | 5.3                             | 28.9                            | 23.4                            | 57.6                            | 782             |                  |  |
| 2013年（平成25年） | 5.6                             | 24.3                            | 22.7                            | 52.6                            | 708             |                  |  |
| 2014年（平成26年） | 5.8                             | 20.6                            | 21.5                            | 47.9                            | 645             |                  |  |
| 2015年（平成27年） | 6.2                             | 21.3                            | 19.3                            | 46.8                            | 621             |                  |  |
| 2016年（平成28年） | 6.6                             | 20.1                            | 19.8                            | 46.5                            | 623             |                  |  |
| 2017年（平成29年） | 7.4                             | 19.7                            | 19.3                            | 46.4                            | 609             |                  |  |
| 2018年（平成30年） | 6.5                             | 18.9                            | 18.2                            | 43.6                            | 558             |                  |  |
| 2019年（令和元年） | 5.8                             | 18.6                            | 15.5                            | 39.9                            | 498             |                  |  |
| 2020年（令和2年）  | 5.4                             | 15.7                            | 11.2                            | 32.3                            | 390             |                  |  |
| 2021年（令和3年）  |                                 |                                 |                                 |                                 |                 |                  |  |
| 2022年（令和4年）  |                                 |                                 |                                 |                                 |                 |                  |  |
| 2023年（令和5年）  |                                 |                                 |                                 | 27.2                            |                 |                  |  |

### 収入実績
大鰐線の近年の収入実績を下表に記す。他の地方私鉄と同様に利用者の減少が続いており、旅客運賃収入も減少している。
表中、収入の単位は千円。数値は年度での値。表中、最高値を赤色で、最高値を記録した年度以降の最低値を青色で、最高値を記録した年度以前の最低値を緑色で表記している。
| 年度別収入実績     | 年度別収入実績          | 年度別収入実績          | 年度別収入実績          | 年度別収入実績          | 年度別収入実績          | 年度別収入実績     | 年度別収入実績   |
| 年度               | 旅客運賃収入：千円/年度 | 旅客運賃収入：千円/年度 | 旅客運賃収入：千円/年度 | 旅客運賃収入：千円/年度 | 旅客運賃収入：千円/年度 | 運輸雑収 千円/年度 | 総合計 千円/年度 |
| ------------------ | ----------------------- | ----------------------- | ----------------------- | ----------------------- | ----------------------- | ------------------ | ---------------- |
| 年度               | 通勤定期                | 通学定期                | 定期外                  | 手小荷物                | 合計                    | 運輸雑収 千円/年度 | 総合計 千円/年度 |
| 1975年（昭和50年） | 79,907                  | ←←←←                    | 154,449                 | 3,066                   | 237,422                 | 5,990              | 243,412          |
| 1976年（昭和51年） | 97,790                  | ←←←←                    | 174,460                 | 3,459                   | 275,709                 | 5,890              | 281,599          |
| 1977年（昭和52年） | 107,444                 | ←←←←                    | 183,847                 | 4,004                   | 295,295                 | 6,803              | 302,099          |
| 1978年（昭和53年） | 109,555                 | ←←←←                    | 196,719                 | 3,427                   | 309,701                 | 7,372              | 317,075          |
| 1979年（昭和54年） | 117,301                 | ←←←←                    | 215,406                 | 3,119                   | 335,827                 | 8,396              | 344,224          |
| 1980年（昭和55年） | 123,405                 | ←←←←                    | 221,356                 | 3,292                   | 348,054                 | 8,660              | 356,714          |
| 1981年（昭和56年） | 130,352                 | ←←←←                    | 236,942                 | 2,241                   | 369,535                 | 9,682              | 379,218          |
| 1982年（昭和57年） | 130,195                 | ←←←←                    | 240,516                 | 981                     | 371,692                 | 11,344             | 383,036          |
| 1983年（昭和58年） | 127,996                 | ←←←←                    | 248,621                 | 330                     | 376,948                 | 11,276             | 388,224          |
| 1984年（昭和59年） | 130,037                 | ←←←←                    | 243,215                 | 127                     | 373,380                 | 12,966             | 386,345          |
| 1985年（昭和60年） | 137,503                 | ←←←←                    | 250,031                 | 19                      | 387,553                 | 12,099             | 399,652          |
| 1986年（昭和61年） | 132,522                 | ←←←←                    | 242,017                 | 5                       | 374,544                 | 12,394             | 386,938          |
| 1987年（昭和62年） | 73,192                  | 66,663                  | 249,907                 | 2                       | 389,764                 | 13,269             | 403,033          |
| 1988年（昭和63年） | 67,972                  | 84,655                  | 247,025                 | 3                       | 399,655                 | 13,664             | 413,319          |
| 1989年（平成元年） | 61,335                  | 81,100                  | 234,197                 | 1                       | 376,633                 | 12,166             | 388,799          |
| 1990年（平成2年）  | 58,672                  | 80,904                  | 235,507                 | 3                       | 375,086                 | 13,031             | 388,117          |
| 1991年（平成3年）  | 53,788                  | 81,964                  | 232,234                 | 4                       | 367,990                 | 14,339             | 382,329          |
| 1992年（平成4年）  | 49,539                  | 85,820                  | 229,070                 | 4                       | 364,433                 | 13,874             | 378,307          |
| 1993年（平成5年）  | 49,615                  | 92,819                  | 234,801                 | 3                       | 377,238                 | 15,067             | 392,305          |
| 1994年（平成6年）  | 49,357                  | 87,281                  | 222,055                 | 2                       | 358,695                 | 17,151             | 375,846          |
| 1995年（平成7年）  | 45,704                  | 85,271                  | 221,970                 | 4                       | 352,949                 | 16,786             | 369,735          |
| 1996年（平成8年）  | 43,962                  | 85,233                  | 210,658                 | 2                       | 339,855                 | 18,439             | 358,294          |
| 1997年（平成9年）  | 41,760                  | 87,261                  | 201,369                 | 3                       | 330,393                 | 18,541             | 348,934          |
| 1998年（平成10年） | 37,303                  | 82,677                  | 190,222                 | 2                       | 310,204                 | 17,967             | 328,171          |
| 1999年（平成11年） | 33,908                  | 75,024                  | 175,812                 | 0                       | 284,744                 | 17,120             | 301,864          |
| 2000年（平成12年） | 30,044                  | 67,837                  | 155,545                 | 0                       | 253,426                 | 18,924             | 272,350          |
| 2001年（平成13年） | 27,703                  | 62,954                  | 140,347                 | 0                       | 231,004                 | 16,912             | 247,916          |
| 2002年（平成14年） | 26,778                  | 63,152                  | 123,169                 | 0                       | 213,099                 | 17,326             | 230,425          |
| 2003年（平成15年） | 26,301                  | 61,018                  | 112,289                 | 0                       | 199,608                 | 18,308             | 217,916          |
| 2004年（平成16年） | 26,184                  | 53,863                  | 104,852                 | 0                       | 184,899                 | 17,930             | 202,829          |
| 2005年（平成17年） | 22,198                  | 51,917                  | 102,566                 | 0                       | 176,681                 | 17,028             | 193,709          |
| 2006年（平成18年） |                         |                         |                         |                         |                         |                    |                  |
| 2007年（平成19年） |                         |                         |                         |                         |                         |                    |                  |

## 施設

### 橋梁
石川駅 - 義塾高校前駅間の石川陸橋は、JR奥羽本線の直上を横断する下路プレートガーダー橋であり、線内唯一の跨線橋である。老朽化に伴い、2007年（平成19年）7月 - 10月にかけて同区間を運休し、総工費5,300万円をかけて改修工事を行った。工事期間は石川 - 津軽大沢間で代行バスを運行した。なお、総工費のうち4,200万円は沿線自治体が助成し、工事はJR東日本に委託している。

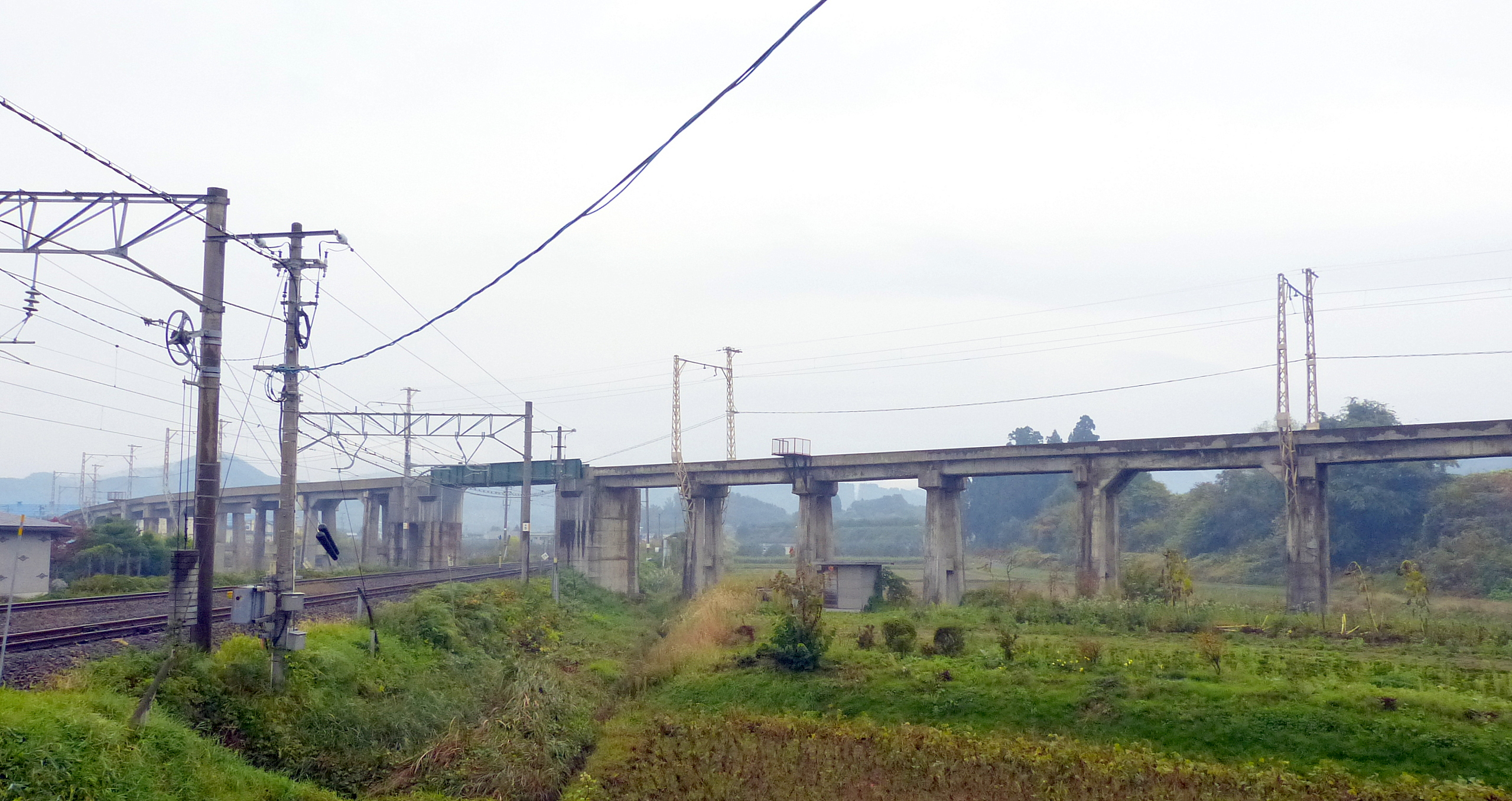
大鰐線の石川陸橋。下がJR奥羽本線、上が大鰐線。 （2013年）
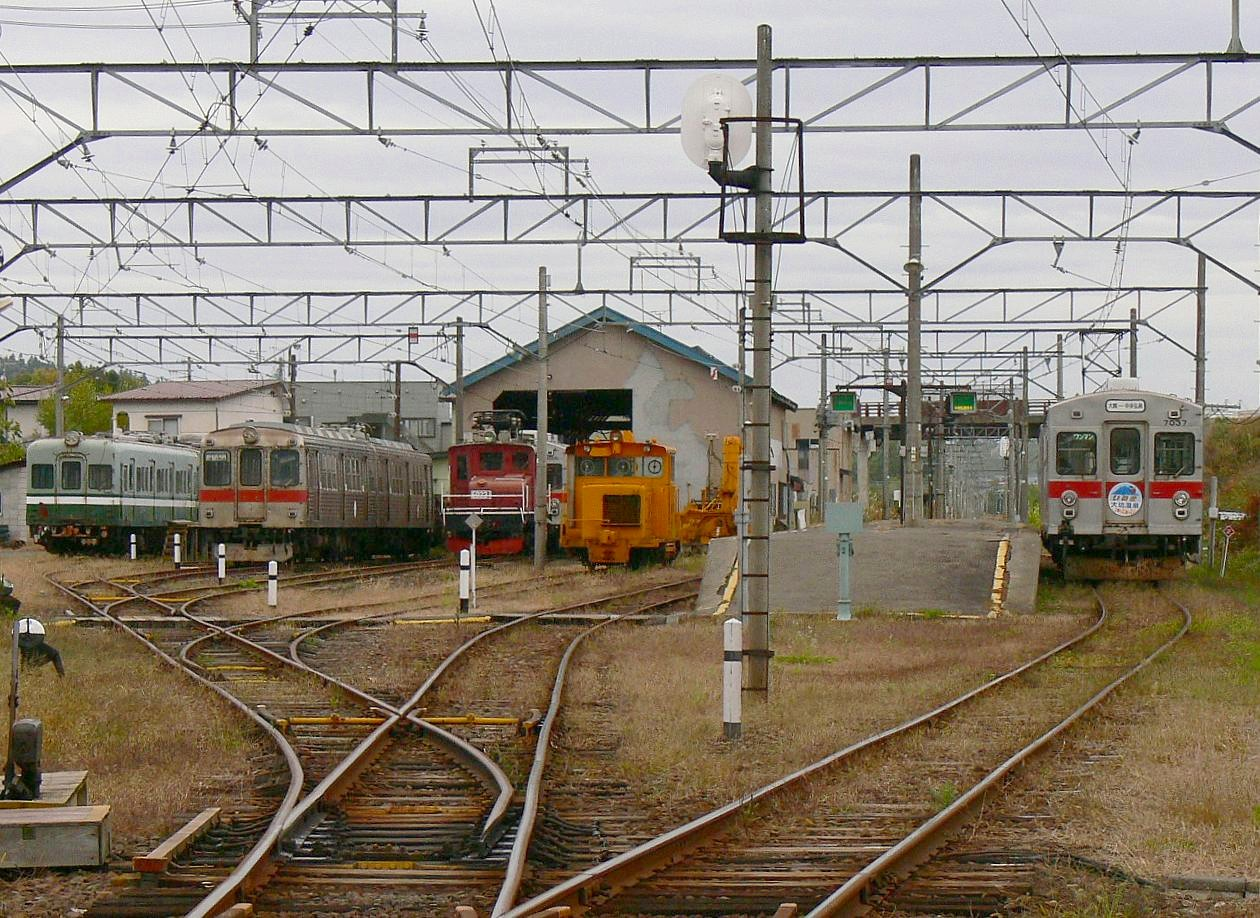
津軽大沢駅に併設された車両検修所。 （2006年）

## 駅一覧
- 全列車とも普通列車、全ての駅に停車する
- 線路（全線単線） … ◇：列車交換可、｜：列車交換不可
- 全駅青森県内に所在

| 駅番号 | 駅名           | 営業キロ | 営業キロ | 接続路線                                | 線路 | 所在地          |
| 駅番号 | 駅名           | 駅間     | 累計     | 接続路線                                | 線路 | 所在地          |
| ------ | -------------- | -------- | -------- | --------------------------------------- | ---- | --------------- |
| KW 14  | 大鰐駅         | -        | 0.0      | 東日本旅客鉄道：■奥羽本線（大鰐温泉駅） | ◇    | 南津軽郡 大鰐町 |
| KW 13  | 宿川原駅       | 0.9      | 0.9      |                                         | ｜   | 南津軽郡 大鰐町 |
| KW 12  | 鯖石駅         | 1.3      | 2.2      |                                         | ◇    | 南津軽郡 大鰐町 |
| KW 11  | 石川プール前駅 | 0.8      | 3.0      |                                         | ｜   | 弘前市          |
| KW 10  | 石川駅         | 1.4      | 4.4      |                                         | ◇    | 弘前市          |
| KW 09  | 義塾高校前駅   | 1.3      | 5.7      |                                         | ｜   | 弘前市          |
| KW 08  | 津軽大沢駅     | 1.0      | 6.7      |                                         | ◇    | 弘前市          |
| KW 07  | 松木平駅       | 1.7      | 8.4      |                                         | ｜   | 弘前市          |
| KW 06  | 小栗山駅       | 0.9      | 9.3      |                                         | ｜   | 弘前市          |
| KW 05  | 千年駅         | 0.7      | 10.0     |                                         | ◇    | 弘前市          |
| KW 04  | 聖愛中高前駅   | 1.3      | 11.3     |                                         | ｜   | 弘前市          |
| KW 03  | 弘前学院大前駅 | 0.7      | 12.0     |                                         | ◇    | 弘前市          |
| KW 02  | 弘高下駅       | 1.1      | 13.1     |                                         | ｜   | 弘前市          |
| KW 01  | 中央弘前駅     | 0.8      | 13.9     |                                         | ｜   | 弘前市          |

## 存廃問題
大鰐線の利用者数は1974年度（昭和49年度）の389万8000人をピークに年々減少し、2010年度（平成22年度）は62万5000人、2011年度（平成23年度）見込みは56万2000人と減少がつづいている。経常収支は運賃値上げ効果があった2009年度を除くと2002年度から赤字がつづいている。弘前市はバス路線の見直しや商工観光との連携などトータルな視点から鉄道維持を考えたいとしている。
2013年（平成25年）6月27日の弘南鉄道の株主総会で、船越弘造社長は大鰐線を2017年3月で廃止する方針を示した。1か月後の同年7月22日には廃止方針を一旦白紙撤回したため、大鰐線は存続することになったが、予断を許さない状況にある。大鰐線の存続に向けた経営改善策や支援計画を話し合う「存続戦略協議会」が、沿線の弘前市や大鰐町、経済団体、利用者で作られ、同年8月26日に初会合が行われた。
その後も経営難が続いており、2019年（令和元年）度は約6590万円の赤字を計上、輸送密度は500人/日まで落ち込み、保守費用のかかる電気鉄道では最下位の数値（民営鉄道路線としてはワースト3位。第三セクター鉄道を含めてもワースト16位）になった。
2020年度（令和2年度）も新型コロナウイルス感染症（COVID-19）の流行拡大の影響により乗客がさらに減少した。長らく弘南線の黒字で大鰐線の赤字を埋めてきたが、近年は弘南線も赤字となっているため、2021年（令和3年）2月、弘南鉄道両線に対して弘前市、黒石市、平川市、大鰐町、田舎館村の沿線5市町村が総額約9億5000万円を支出する新たな支援計画を発表。2021年度から弘南線は10年間、大鰐線は5年間、国と青森県の補助対象外となっている経費の支援を行う。内訳は安全輸送対策費が5億9000万円、利用促進費が1億3000万円。弘南線はこの2つの支援で黒字化を見込むが、大鰐線にはこれに加え赤字補填として2億3000万円を支出する。大鰐線については2023年度末までに2019年度比約2000万円の増収を目指し、収支の改善が進まなかった場合は廃止の可能性も視野に入れ協議するという。
沿線自治体の支援を受けたものの、利用客減には歯止めがかからず、2014年（平成26年）度には47万8579人であった年間乗客数も、2020年度以降はピーク時（1974年度）の10分の1にも満たなくなり、2023年度の利用客は27万1777人に終わった。沿線の人口減少や電気代の高騰により収支改善が見込めないため、2024年（令和6年）11月27日に行われた沿線の弘前圏域8市町村長との協議の結果、2027年度末で大鰐線全線を運行休止する意向が伝えられた。沿線自治体側の理解も得られたことから、今後は代替交通の在り方などを協議することとなり「事実上の廃線」と見込まれている。今後、弘南鉄道は残存する弘南線の維持に注力する。弘南鉄道の成田敏社長は「いまの高校生や中学生が、これから受験を決めていると思う。その生徒たちのことも考えて、できれば一定期間、3年間ぐらいは運行を継続していければなと思っております」とコメントしている。